# Michael Roth (Kunsthistoriker)
Michael Roth (* 1957) ist ein deutscher Kunsthistoriker und Museumskurator.
Nach seiner Promotion 1992 mit einer Arbeit zum Meister der Coburger Rundblätter arbeitete Roth zunächst als Assistenzkurator am Landesmuseum Württemberg in Stuttgart und später als Kurator am Museum Ulm. Bis zum Eintritt in den Ruhestand war er Oberkustos der deutschen Kunst bis 1800 am Kupferstichkabinett Berlin. 2017 war er Villa-Aurora-Stipendiat in Los Angeles.
Roth forscht und publiziert insbesondere zur Grafik und Malerei des späten Mittelalters.

## Veröffentlichungen (Auswahl)
- Die Zeichnungen des ‚Meisters der Coburger Rundblätter‘. Mikrofiche, Freie Universität Berlin 1992.
- mit Hans Westhoff: Beobachtungen zu Malerei und Fassung des Blaubeurer Hochaltars. In: Hartmut Krohm, Eike Oellermann (Hrsg.): Flügelaltäre des späten Mittelalters. Reimer, Berlin 1992, S. 167–188.
- Die Zeichnungen des sog. „Meisters der Gewandstudien“ und ihre Beziehungen zur Straßburger Glas- und Tafelmalerei des späten 15. Jahrhunderts. In: Rüdiger Becksmann (Hrsg.): Bildprogramme, Auftraggeber, Werkstätten (= Deutsche Glasmalerei des Mittelalters. Band 2). Deutscher Verlag für Kunstwissenschaft, Berlin 1992, S. 153–172.
- (Mitarbeit): Bilder aus Licht und Farbe. Meisterwerke spätgotischer Glasmalerei. „Straßburger“ Fenster in Ulm und ihr künstlerisches Umfeld. Ausstellungskatalog. Ulm 1995.
- Ein Hausaltar in Berliner Privatbesitz. In: Tobias Kunz (Hrsg.): Nicht die Bibliothek, sondern das Auge. Westeuropäische Skulptur und Malerei an der Wende zur Neuzeit. Beiträge zu Ehren von Hartmut Krohm. Imhof, Petersberg 2008, S. 310–324.
- Matthias Grünewald. Zeichnungen und Gemälde. Ausstellungskatalog. Hatje Cantz, Ostfildern 2008.
- Adaption durch Kopie. Überlegungen zu Funktion von Nachzeichnungen im Werk des Meisters der Gewandstudien. In: Anzeiger des Germanischen Nationalmuseums (2009), S. 97–109.
- Schrift als Bild. Ausstellungskatalog. Imhof, Petersberg 2010.
- mit Stephan Kemperdick (Hrsg.): Holbein in Berlin. Die Madonna der Sammlung Würth mit Meisterwerken der Staatlichen Museen zu Berlin. Ausstellungskatalog. Imhof, Petersberg 2016.
- mit Magdalena Bushart, Martin Sonnabend (Hrsg.): Maria Sibylla Merian und die Tradition des Blumenbildes von der Renaissance bis zur Romantik. Ausstellungskatalog. Berlin 2017.
- Vom Fortleben der Bilder. Verwendung und Umgestaltung druckgraphischer Vorlagen im Gebetbuch des Matthäus Schwarz. In: Jeffrey F. Hamburger, Maria Theisen (Hrsg.): Unter Druck. Mitteleuropäische Buchmalerei im 15. Jahrhundert (= Buchmalerei des 15. Jahrhunderts in Mitteleuropa. Band 15). Imhof, Petersberg 2018, S. 272–296.
- Entstehung der Druckgrafik – Multiplizierung der Bilder. In: Michael Eissenhauer (Hrsg.): Spätgotik. Aufbruch in die Neuzeit. Ausstellungskatalog. Hatje Cantz, Berlin 2021, S. 162–169.
- (Hrsg.): Dürer für Berlin. Eine Spurensuche im Kupferstichkabinett. Ausstellungskatalog. Hatje Cantz, Berlin 2023.